# Регіональна політика
Регіона́льна полі́тика — сфера діяльності держави, або регіональної (місцевої) влади, щодо управління економічним, соціальним і політичним розвитком країни в просторовому (регіональному) аспекті, тобто пов'язана з взаємовідносинами між державою і регіонами, а також регіонів між собою. Є складовою частиною національної стратегії соціально-економічного розвитку. В орбіту регіональної політики включаються такі напрямки:
- співвідношення і взаємодія рушійних сил регіонального розвитку (державний, кооперативний, приватний сектори національної економіки; внутрішні і зовнішні фактори і засоби;
- співвідношення національного (загальнодержавного) і регіонального аспектів розвитку, центрального і регіонального рівнів управління економікою (рівень регіональної автономії, ступінь централізації планування і управління);
- ставлення до завдання підйому економіки відсталих районів, освоєння нових районів і ресурсів;
- ставлення до національно-етнічних питань (в умовах багатонаціональної держави);
- регіональні аспекти демографічної політики, політики урбанізації, державної політики тощо.

З регіональною політикою тісно пов'язані регіональне планування і програмування. За своєю структурою регіональна політика може бути поділена на окремі складові: економічну, промислову, соціальну, житлову, демографічну, екологічну, науково-технічну та ін. Основні соціально-економічні аспекти в регіональній політиці пов'язані з територіальним поділом праці, формуванням народногосподарських комплексів, економічним районуванням і загальнодержавним плануванням (програмуванням) соціально-економічного розвитку і розміщення продуктивних сил.